# Christopher Schröder

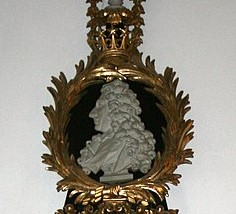
Christopher Schröders porträttrelief på epitafiet i Carl Gustafs kyrka i Karlshamn skulpterat av sonen Caspar Schröder 1702, samma år som kyrkan invigdes. Epitafiet blev den nyinvigda kyrkans första prydnad av rang.

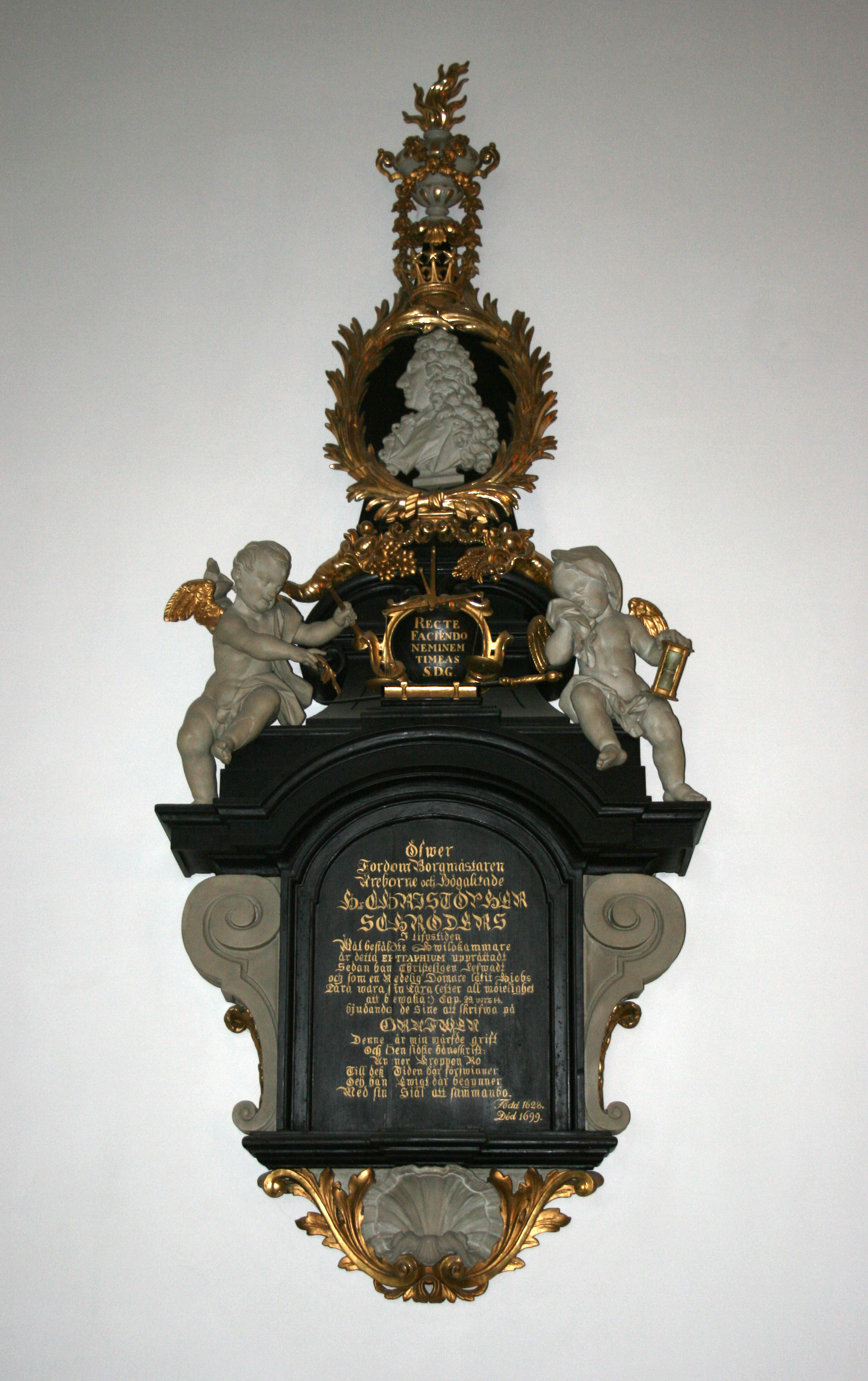
Christopher Schröders epitafium i Carl Gustafs kyrka i Karlshamn. Under porträttreliefen är de sörjande änglabarnen. Epitafiet är hållet i grått, svart och guld, vilket bidrar att ge det hela en kylig monumentalitet.

Christopher Schröder, född 10 februari 1628 i Hamburg, död 22 mars 1699 i Karlshamn, var en tyskfödd svensk fältskär, ämbetsman och Karlshamns förste borgmästare.

## Biografi
Schröder, som var son till en köpman, utbildade sig som ung till fältskär och kom som sådan i svensk tjänst då han 1650 blev först regementsbarberare och senare fältskär inom den svenska armén, Kronobergs regemente. Härigenom erhöll han 1652 kronohemmanet Tveta i Kronobergs län och kom därmed även att slå sig ner i Sverige.
År 1661 fick Schröder plats som amiralitetsfältskär vid det nyanlagda Bodekulls skeppsvarv i Bodekull - det blivande Karlshamn (vilken 1664 erhöll stadsprivilegier). Den 26 november 1666 blev han Karlshamns förste rådman och 1673 blev han tullinspektör på orten. I augusti 1674 blev han även stadens postmästare och 13 december 1678 fick han fullmakt som Karlshamns borgmästare, ett ämbete han innehade under mer än tjugo år (1678–1699).
Som borgmästare intog Schröder en framträdande roll i den unga stadens utveckling och han har beskrivits som "nitisk och företagsam" (Tuulse). Dock var hans relation till stadens borgerskap inte alltid konfliktfri.
Schröder var bland annat initiativtagare till uppförandet av Carl Gustafs kyrka i Karlshamn i Blekinge, där han själv är begraven. Kyrkan invigdes 1702. Grundläggningen  av Karl Gustafs kyrka tillkom således på Christopher Schröders initiativ och han var själv en av de första som 1699 fick sitt vilorum framför högaltaret tre år före kyrkans invigning. Hans gravsten finns ännu kvar, 1950 placerades den åter på sin ursprungliga plats.
Christopher Schröder var gift med Karin Hillebrandtsdotter Thesmar och de hade totalt 20 barn, däribland bildhuggaren Caspar Schröder, som förfärdigade ett praktfullt epitafium över fadern i Carl Gustafs kyrka. En annan son, Niclas Schröder, blev häradshövding i Roslagen.
Schröder har fått en gata i centrala Karlshamn uppkallad efter sig.